# Huvinayakanahalli, Bangalore North
Huvinayakanahalli là một làng thuộc tehsil Bangalore North, huyện Bangalore Urban, bang Karnataka, Ấn Độ.